# جولیا دومنا
دومنای دومیتیلا، امپراتریس قدرتمند روم
دومنا دومیتیلا از سال ۱۹۳ تا ۲۱۱ میلادی عنوان امپراتریس روم را بر عهده داشت. او در شهر امسا (حمص کنونی در سوریه) و در خانواده‌ای عرب از کاهنان خدای الاگابالوس زاده شد. در سال ۱۸۷، با سپتیمیوس سوروس، که اصالتی لیبیایی داشت و در آن زمان فرماندار استان رومی گالیا لوگدوننسیس بود، ازدواج کرد. حاصل این ازدواج دو پسر به نام‌های کاراکالا و پوبلیوس سپتیمیوس گتا بود.
در سال ۱۹۳، با آغاز جنگ داخلی بر سر تاج‌وتخت روم، سوروس خود را امپراتور اعلام کرد. این درگیری‌ها در سال ۱۹۷، با شکست کامل مخالفان سوروس، پایان یافت. دومنا از سال ۱۹۷ تا زمان مرگش در سال ۲۱۷، از طریق نقش خود به‌عنوان همسر امپراتور و مادر جانشینان سلطنت، عملاً یکی از چهره‌های بانفوذ امپراتوری روم به‌شمار می‌آمد.
نقش او در صعود و تثبیت قدرت شوهرش بسیار چشمگیر بود. دومنا نه‌تنها در عرصه سیاسی فعال بود، بلکه در حوزه‌های اجتماعی و فلسفی نیز تأثیرگذار شناخته می‌شد. او عنوان افتخارآمیز «مادر اردوگاه‌های شکست‌ناپذیر» را دریافت کرد و در پشت صحنه، نقشی کلیدی در اداره امور امپراتوری و حمایت از شوهرش ایفا می‌کرد.
در سال ۱۹۸، کاراکالا در سن ده‌سالگی به‌عنوان امپراتور مشترک با پدرش منصوب شد. در دوره‌ای کوتاه بین سال‌های ۲۰۳ تا ۲۰۵، دومنا عنوان ملکه مشترک را با فولویا پلوتیلا، همسر کاراکالا، تقسیم کرد. اما با برکناری و اعدام پدر پلوتیلا، گایوس فولیوس پلاوتیانوس، که از رقبای سیاسی دومنا محسوب می‌شد، پلوتیلا نیز از قدرت کنار گذاشته شد و به رسوایی کشیده شد.
پس از درگذشت سپتیمیوس سوروس در سال ۲۱۱، دومنا نخستین زنی شد که عنوان افتخارآمیز «پیا فلیکس آگوستا» را دریافت کرد؛ عنوانی که نشانه اقتدار چشمگیر و جایگاه برجسته او در حکومت بود، فراتر از آنچه برای یک مادر امپراتور روم متعارف بود. با حمایت او و مطابق وصیت‌نامه شوهرش، پسرانش کاراکالا و گتا به‌طور مشترک به قدرت رسیدند. با این حال، روابط میان دو برادر به‌تدریج به تنش و رقابت کشیده شد و دومنا در این میان نقش واسطه و هماهنگ‌کننده بین آن‌ها را ایفا می‌کرد. با این وجود، در همان سال، کاراکالا با توطئه‌ای برادرش گتا را به قتل رساند.

## سابقه خانواده
جولیا دومنا در حدود ۱۶۰ یا اوایل ۱۶۱ میلادی در امسا (حمص امروزی) سوریه در خانواده‌ای عرب که بخشی از سلسله امسان بودند به دنیا آمد. نام او، دومنا، یک کلمه عربی باستانی به معنی «سیاه» است، و اشاره به طبیعت خدای خورشید الاگابال است که به شکل یک سنگ سیاه شکل گرفت. او کوچک‌ترین دختر کشیش اعظم بعل، ژولیوس باسیانوس، و خواهر جولیا مایسا احتمالاً کوچکتر از او بود. دومنا از طریق مایسا و شوهر او جولیوس آویتوس دو خواهرزاده داشت: جولیا سوئایمیاس و جولیا مامایا، مادران به ترتیب امپراتورهای آینده روم هلیوگابالوس (۲۱۸–۲۲۲) و الکساندر سوروس (۲۲۲–۲۳۵).
اجداد دومنا پادشاهان کشیش معبد معروف الاگابال بودند. این خانواده دارایی و ثروت بسیار هنگفتی داشتند و به اشراف سناتور روم ارتقا یافتند. قبل از ازدواج، دومنا به‌عنوان وارث املاک و ثروت عموی بزرگ پدری خود جولیوس آگریپا، یکی از فرماندهان پیشین بود و قبل از مرگش وصیت کرده بود تمام ثروت و دارایی‌های بسیاری که داشت به دومنا تعلق بگیرد.

### ازدواج
تاریخ آگوستین می‌گوید که سپتیمیوس سوروس یک سیاستمدار و فرمانده رومی پس از مرگ همسر اول خود در حدود ۱۸۵، پیشگویی زنی را در سوریه شنید که با یک امپراتور ازدواج می‌کرد و فرزندانش امپراتوران آینده روم هستند؛ بنابراین سوروس او را به‌عنوان همسر خود جستجو کرد. این زن دومنا بود. باسیانوس در اواخر سال ۱۸۶ پیشنهاد ازدواج سوروس را پذیرفت و در تابستان سال ۱۸۷ این زوج در لوگدونوم (لیون امروزی فرانسه) ازدواج کردند که سوروس فرماندار آن بود. این ازدواج یو خوشبختی بسیار بود و سوروس دومنا و نظرات سیاسی او را دوست داشت و مورد توجه قرار می‌داد و همیشه به توصیه‌های همسر زیبای جدید خود متکی بود. دومنا با استفاده از استعداد خود در حروف و فلسفه «عالی‌ترین شهرت» را به دست آورد. او دو پسر آنها، لوسیوس سپتیمیوس باسیانوس (کاراکالا) را در سال ۱۸۸ در لوگدونوم و پوبلیوس سپتیمیوس گتا را سال بعد در رم به دنیا آورد، فاصله سنی بین فرزندان ۱۳ ماه بود.
تولد دو پسر برای سپتیمیوس پس از یک ازدواج موفق، یک خوشبختی بود، و باعث شد دومنا را در محبت‌های او افزایش دهد. البته زیبایی دومنا (پرتره‌های زیباش هنوز وجود دارد) و زیرکی آشکار در علایق او بدون شک به تأمین محبت بی پایان شوهرش کمک کرد. این که آیا ستاره‌ها در سرنوشت بعدی آن دو نقش داشتند یا خیر (هر دو مدبر فکر می‌کردند)، در واقع حرفه سپتیمیوس پس از ازدواج با دومنا به سرعت و به‌طور چشمگیری پیشرفت کرد. پس از گال، سپتیمیوس به‌عنوان قائم مقام در سیسیل خدمت کرد، جایی که خوشبختانه از اتهام گرفتن طالع بینی امپراتور کومودوس تبرئه شد، اگرچه به احتمال زیاد گناهکار بود. اگر او به‌دلیل این جنایت محکوم می‌شد، سپتیمیوس با مشکل جدی روبرو می‌شد، زیرا مشورت با فال امپراتور یک جرم بزرگ محسوب می‌شد، فرض بر این بود که اگر کسی چنین کرد، قصد خیانت داشت. علیرغم سوءظن سپتیمیوس در سیسیل، امپراتور کومودوس او را به‌عنوان یکی از کنسول‌های روم در سال ۱۹۰ معرفی کرد - افتخاری والا، حتی اگر سپتیمیوس در آن سال سابقه ۲۴ همکار کنسولی داشت. بعداً کومودوس مجدداً اعتماد خود را به سپتیمیوس نشان داد و فرماندهی نظامی بسیار معتبری را در امتداد مرز استراتژیک پانون (دانوبی) به او داد. سپتیمیوس از ۱۹۱ تا ۱۹۳ در آنجا ماند و به همین دلیل از جریان خونخواهی سیاسی که رم در آن دوره می‌دانست حذف شد. جولیا دومنا و پسرانش سپتیمیوس را از گال، سیسیل، رم و پانونیا همراهی می‌کردند، و در این سالها دومنا خود را به‌عنوان مشاور و محرم سپتیمیوس معرفی کرد، که ذهن و زیرکی او برای حرفه او بسیار مهم‌تر و ارزشمندتر از جذابیت‌های جسمی او بود.

### جنگ داخلی و صعود به قدرت
فرماندهی پننیون سپتیمیوس نه تنها او را در یک دوره سخت دور کرد، بلکه او را در موقعیت بسیار مطلوبی قرار داد وقتی که کومودوس بی وارث در آخرین روز سال ۱۹۲ ترور شد. نامزدی برای تاج و تخت امپراتوری در واقع، او در ابتدا از ادعاهای امپراتوری پرتیناکس، یک دوست قدیمی و خیرخواه، حمایت کرد. پرتیناکس متولد طبقه پایین جامعه روم بود اما در بین نخبگان سیاسی روم محبوب بود و به‌عنوان فردی با استعداد شناخته می‌شد. با این حال، شهرت و حیثیت او زمانی که بحران مالی او را مجبور به اعمال تدابیر ریاضتی بر گارد پرتوریایی رم، تنها سپاه نظامی مستقر در نزدیکی رم کرد، چندان برای او مفید نبود. در نتیجه، عناصر این واحد نظامی که چندان خوشایند نبود، بر علیه پرتیناکس طغیان کردند و با سیصد نفر وارد کاخ سلطنتی شدند و پس از حدود سه ماه فرمانروایی، او را در مارس ۱۹۳ کشتند و سر او را بریده و به اردوگاه آوردند.
پس از این خیانت، رهبران گارد پرتوریان جنایت خود را با واژه قرار دادن حراج تاج و تخت افزایش دادند. با یک مبلغ شاهانه، یک اشراف‌زاده رومی دیدیوس جولیانوس به‌طور مختصر تاج و تخت را در اختیار داشت، اما هنگامی که ارتشهای مرزنشین از رفتار ننگین گارد مطلع شدند، واکنش خشونت‌آمیزی نشان دادند. سه ارتش فرماندهان مربوط خود را به‌عنوان امپراتور مورد استقبال قرار دادند: لژیون‌های پانونیا از سپتیمیوس حمایت کردند. بریتانیا، کلودیوس آلبینوس؛ و سوریه، پسنیوس نیگر را به‌عنوان امپراتور معرفی کرد. سپتیمیوس، با این حال، نزدیکترین به رم بود و در جنگ‌های داخلی پس از آن به او کمک کرد. او با توصیه جولیا دومنا به سرعت به رم رفت و در آنجا حمایت جولیانوس در مقابل نیروی برتر سپتیوموس و سرعت آن نابود شد. قبل از اینکه سپتیمیوس حتی به رم برسد، جولیانوس به امید کاهش کشتار مورد انتظار کشته شد. سپتیمیوس در این هنگام از ثروت همسر خود نیز بهرمند شد و توانست با دادن رشوه به بخشی از گارد پرتورین و دادن هدایایی به مردم طرفداری آنها را بدست آورد، و هنگامی که در رم بود، مقام خود را توسط سنا و مردم تأیید کرد: از این پس او آگوستوس (امپراتور) بود. دومنا به‌عنوان آگوستا (امپراتریس) رسماً در کنار او سلطنت کرد. گارد پرتورین همان‌طور که وجود داشت توسط سپتیمیوس منحل و متعاقباً اصلاح شد.
به رسمیت شناختن سپتیمیوس در رم مانع جنگ داخلی نشد، زیرا نه آلبینوس و نه نیگر هنوز مشروعیت امپراتوری او را به رسمیت نشناخته بودند. سپتیمیوس، با این حال، زیرکانه عمل کرد تا از مبارزه همزمان با هر دو رقیب خود جلوگیری کند. این امر با واسطه شدن معامله‌ای انجام شد که بر اساس آن سپتیمیوس آلبینوس را به‌عنوان قیصر خود (امپراتور دوم و وارث امپراتوری) در ازای به رسمیت شناختن آلبینوس از موقعیت خود به‌عنوان آگوستوس، منعقد کرد. این توافق جناح شمالی سپتیمیوس را تضمین کرد و به او اجازه داد توجه خود را بر نیگر و شرق متمرکز کند. درگیری پس از آن بیش از حد طولانی نشد: درحقیقت، پیروزی سپتیمیوس در آنجا در بهار سال ۱۹۴ در ایسوس (محل یکی از نبردهای اسکندر مقدونی، که سپتیمیوس و دومنا آن را به فال نیک گرفتند) از نظر نظامی به پایان رسید.
در کنار همسرش در طول این کمپین، ارتباطات دومنا به سپتیمیوس کمک کرد تا وفاداری پایگاه سوریه نیگر را به سرعت و به‌طور کامل تأمین کند. روابط خانوادگی دومنا تنها مشارکت او در مشاغل شوهرش نبود، زیرا سپتیمیوس از ارزش تبلیغاتی او و عقل او در روند تأمین موقعیت امپراتوری خود استفاده کرد. در مورد تبلیغات، در سال ۱۹۳ سکه با تصویر دومنا ضرب شد و او را «ونوس ویکتریکس، ناهید ژنتریکس» نامیدند - عناوینی که همزمان نشان دهنده پیروزی و پایه‌گذاری نظمی جدید بود، و همچنین خانه سپتیمیوس را به خانه ژولیوس سزار (وارثان او اولین سلسله امپراتوری روم را تأسیس کردند) پیوند داد، زیرا سزار بزرگ ادعای‌تبار از زهره را داشت. به این ترتیب سپتیمیوس شروع به اثبات مشروعیت امپراتوری خود کرد.
پیوند دیگری به گذشته مشروع در آوریل ۱۹۵ هنگامی که دومنا با عنوان "Mater Castrorum" ("مادر اردوگاه")، عنوانی که اولین بار توسط امپراتور مارکوس اورلیوس به همسرش فاوستینا دوم اعطا شد، جعل شد. حدود ۲۰ سال قبل اورلیوس آخرین امپراتور محبوب روم بود (اگرچه او پدر کمودوس بود)، به‌طوری که با زنده شدن این افتخار، سپتیمیوس سیاست تعریف خود را به‌عنوان وارث قانونی اقتدار اورلیوس آغاز کرد. این سیاست به زودی با اتخاذ سپتیمیوس به اورلیوس مرده به‌عنوان پدرش، گامی فراتر رفت. علاوه بر این، "Mater Castrorum" کار بیشتری برای دومنا انجام داد: که نقش عمومی برجسته او را در برنامه‌ها و طراح‌های استراتژی سیاسی و نظامی علنی دانست که در تسلط بی نظیر سپتیمیوس بر امپراتوری روم به اوج خود رسید.
پس از ادغام سپتیمیوس در شرق، زمان مقابله با آلبینوس فرا رسید. این امر بلافاصله پس از اعلام عنوان جدید دومنا، هنگامی که سپتیمیوس رسماً کاراکالا را به مارکوس اورلیوس آنتونینوس (نام قانونی «پدر» جدید سپتیمیوس) تغییر نام داد، افزایش یافت و سپس این کودک هفت ساله را به‌عنوان سزار خود تشخیص داد. آلبینوس اهمیت این حرکات را می‌دانست و شورش کرد، اما سرانجام توسط سپتیموس در فوریه ۱۹۷ در نبردی در نزدیکی لیون (فرانسه) شکست خورد. پس از آن، پاکسازی شرورانه همه حامیان رقبای یک بار، اقتدار سپتییموس را به‌عنوان ارباب بی بدیل رم تقویت کرد.

## نقش در دوران سلطنت سوروس
در سالهای سلطنت سپتیمیوس سوروس، قدرت و تأثیر جولیا از امپراتریسان قبلی رقابت کرد یا از آنها بسیار فراتر رفت. به نظر می‌رسد که او در بیشتر یا همه سفرهای امپراتور همراه بوده و از نقش محوری در سیاستگذاری برخوردار بوده‌است. برجستگی او در زمینه ضرب سکه و نسخه‌های رسمی و بناهای تاریخی بی‌سابقه بود. بیشتر از هر شخص دیگری در تاریخ روم، به غیر از همسر و پسر بزرگش، سکه‌های استانی به نام او ضرب می‌شود. تأثیر جولیا بر سیاست‌های شوهرش ممکن است تصمیم سوروس برای شکستن سنت را توضیح دهد و به سربازان اجازه ازدواج و زندگی با زنان و فرزندان خود را بدهد. پیش از این، سربازان برای ازدواج منع می‌شدند و نه آنها و نه فرزندانشان وضعیت قانونی نداشتند.
پس از تمام شدن جنگ داخلی، دومنا در زمان حمله به امپراتوری اشکانی در سالهای ۱۹۷ تا ۹۸ در کنار سپتیمیوس باقی ماند (جایی که با پیروزی، کاراکالا را آگوستوس و گتا سزار را اعلام کرد). این احتمال وجود دارد که او بوده که سپتمیوس را راضی کرد تا دو پسرش را قبل از بزرگسالی به قدرت برسانند تا در آینده مشکلی به وجود نیایید و آنها بتوانند با مدیریت قدرت آشنا شوند. او همچنین در زمان حضور سوروس در سوریه در سالهای ۱۹۸ تا ۹۹ و مصر در سالهای ۱۹۹ تا ۲۰۰ به همراه او بود. وقتی در سالهای ۲۰۰ تا ۲۰۲ به سوریه بازگشت؛ هنگامی که او در ۲۰۲ به رم رفت؛ هنگامی که او در سال ۲۰۳ به زادگاه خود و غرب در آفریقا سفر کرد. هنگام اقامت در ایتالیا از ۲۰۳ تا ۲۰۸؛ و هنگامی که او در بریتانیا بین سالهای ۲۰۸ تا ۲۱۱ مبارزه کرد، دومنا در کنار شوهرش بود. اما نفوذ فوق‌العاده دومنا بر شوهرش بدون چالش نبود. به‌طور خاص، یکی از دوستان صمیمی شوهرش به نام گایوس فولویوس پلوتیانوس برای مدتی اعتماد بدون چالش و کامل سپتیمیوس را جلب کرد و داشتن آن، تمام تلاش خود را برای تضعیف تأثیر دومنا بر سپتیمیوس انجام داد تا بتواند کنترل بی عیب خود را بر امپراتور به راحتی و بدون موانع اعمال کند.
به نظر می‌رسد دلایل پلوتیانوس برای چنین رفتاری ترکیبی از جاه طلبی برای موقعیت و نفرت شخصی بوده‌است، زیرا منابع روشن می‌کنند که او و دومنا دشمنان آشکار و سرسختی بوده‌اند، به‌طوری که نفرت خودشان و رقابت خونین بینشان بر سر قدرت را در دید سپتیمیوس نشان می‌دادند. برای مدتی، سپتیمیوس سوءاستفاده پلوتیانوس از دومنا را تحمل می‌کرد، بدون شک به این دلیل که پلوتیانوس مدیر شایسته‌ای بود. در حالی که این وضعیت جاری بود، دومنا در کنار سوفسطاییان و فیلسوفان آرامش گرفت و در این راه به‌دلیل بی بندوباری شهرت یافت، احتمالاً در نتیجه تهمت‌های پلوتیانوس بود. در زمان بازنشستگی دومنا و پناه بردن به فلسفه، از جمله کسانی که در این مدت به سالن دومنا رفت و آمد داشتند، فیلوستراتوس بود که شرح حال آپولونیوس تیانا را برای او نوشت و کاسیوس دیو که مورخ، سناتور و سیاستمدار بود نیز در این مجمع شرکت داشت.
مورخ کاسیوس دیو، که شاهدان زندگی دربار جولیا دومنا بود، می‌گوید که پلوتیانوس در رفتار خود تجسس‌هایی بیشتر انجام داده‌است، خادمان و حتی زنان نجیب‌زاده نزدیک به امپراتریس را شکنجه کرده‌است تا علیه او شواهد به دست آورد، اما به نتیجه‌ای نرسید. او سرانجام با متهم کردن دومنا به توطئه علیه شوهرش اوج جنگ را با دومنا راه انداخت. اگرچه جولیا هرگز به خاطر این جنایات محکوم نشد (بر اساس قوانین آگوستوس، بی‌احترامی به امپراتریس برابر خیانت بود و مجازات اعدام داشت) با این حال دومنا مجبور به پس زمینه شد. میزان تسلط پلوتیانوس در ۲۰۰ میلادی نشان داده شد که دخترش فولویا پلوتیلا با پسر ۱۲ ساله جولیا کاراکالا نامزد شد. جولیا باید از این تحولات بسیار ناراحت شده باشد و وقتی از عروسی بسیار شلوغ آنها در سال ۲۰۲ بعنوان بخشی از مراسم جشن دهمین سالگرد سلطنت سوروس به‌عنوان امپراتور تجلیل شد، منزجر شد. جهیزیه پلوتیلا پنجاه برابر بیشتر از شاهزاده خانم‌ها توصیف شد. برابر با ثروتی که نیمی از پایتخت (رم) را می‌توان خرید. گفته می‌شود مهریه که برای پلوتیلا در نظر گرفته شد ۸ برابر جهیزیه او بود.
همان‌طور که ثبت شده کاراکالا همسر خود را دوست نداشت، با او نمی‌خوابید و حتی با او صحبت نمی‌کرد و در کنار او غذا نمی‌خورد. شاید از وفاداری به مادرش بود، اما کاراکالا عروس خود را کاملاً تحقیر می‌کرد و مدوام از او فاصله می‌گرفت و از حضور در جمع با او امتناع می‌کرد. با این حال، اتحادیه مجازات امپراتور جوان را داشت و به پلوتیلا لقب آگوستا داده شد و او را ملکه مشترک امپراتوری با جولیا کردند. این نفرت بیشتر جولیا را به پلوتیانوس جلب کرد. قدرت پلوتیانوس به او این امکان را داد که از ثروت بسیار شگفت‌انگیز و هنگفتی، به شیوه‌ای مغرورانه و ترکیبی از سبک زندگی اشرافی و امپراتوری برخوردار شود. کاسیوس دیو می‌گوید سبک زندگی او و خانواده‌اش باشکوه تر و مجللتر از امپراتور و خانواده‌اش بود.
در یک مرحله، او آنقدر در ظاهرنمایی خود پیش رفت و به‌طور بسیار مغروری عمل کرد، که سوروس او را به‌دلیل ساختن مجسمه‌های بسیاری از خود مورد سرزنش قرار داد، هرچند او دوباره مورد لطف امپراتور قرار گرفت. سوروس حتی نوشت: "من پلوتینوس را آنقدر دوست دارم که دعا می‌کنم قبل از مرگ او بمیرم!" کاسیوس دیو به می‌گوید که جولیا در مطالعه فلسفه به دنبال حواس‌پرتی از این بدبختی‌ها بود و وقت خود را در گفتگو با سوفسطاییان و دیگر مردان دانشمند گذراند.
با این حال، حتی با وجود دشمنی در دربار، دومنا همچنان به‌عنوان آگوستا سپتیمیوس عمل می‌کرد و بر مراسم‌های دربار، آیین‌های مذهبی و مسابقات ورزشی نظارت داشته و آن را رهبری می‌کرد. با این حال، برتری پلوتیانوس در سال ۲۰۵ در میان مشکوک بودن صلاحیت وی باعث شک سپتیمیوس شد و به پایان رسید. پس از آن، سپتیمیوس دومنا را به‌عنوان محرم صمیمی خود بازگرداند. این زمانی اتفاق افتاد که در سال ۲۰۴، هنگامی که برادر سوروس، گتا، با نفس‌های در حال مرگ خود، در مورد پلوتیانوس به امپراتور گفت، بی‌اعتمادی امپراتور نیز افزایش یافت. برخی دیگر به سوروس هشدار دادند که فرماندارش قصد دارد تاج و تخت را به دست آورد.
سوروس با هراس، بیشتر قدرت پلوتیانوس را از او سلب کرد. قوی‌ترین متحد جولیا در مبارزه برای قدرت پسرش کاراکالا بود. کاراکالا عمیقاً از قدرت و استکبار پلوتیانوس رنجید. در ۲۲ ژانویه ۲۰۵، کاراکالا ۱۶ ساله با همکاری مادرش جولیا حرکت خود را انجام داد. دو نسخه از سقوط پلوتیانوس وجود دارد که هر دو با قتل وی در حضور سوروس به فرمان کاراکالا پایان می‌یابد. کاسیوس دیو می‌گوید که پس از مرگ پلوتیانوس، یک خادم چند تار مو از ریش پلوتیانوس را برداشت و آنها را نزد جولیا و عروسش پلوتیلا (دختر پلوتیانوس) برد. خادم با کلماتی به آنها گفت؛ "ببین ریش پلوتیانوس است!" این باعث خوشحالی جولیا شد که بعد از ۸ سال جنگ قدرت پیروز شده بود و باعث ناراحتی پلوتیلا که پدرش را از دست داده بود و در یک سرنوشت نامشخص و خطرناک قرار گرفت.
پس از مرگ پلوتیانوس، دخترش پلوتیلا از عنوان اگوستا برکنار شده و بلافاصله به همراه برادرش به سیسیل در جنوب ایتالیا تبعید شد و شش سال بعد به دستور کاراکالا اعدام شد. دو نفر جایگزین پلوتیانوس به‌عنوان فرماندهان گارد شدند و به‌عنوان فرماندهان مشترک خدمت می‌کردند. یکی از آنها وکیلی بود به نام پاپینیان، یک سوری و با جولیا دومنا خویشاوند بود، پاپینیان معتبرترین حقوقدان تاریخ روم بود، و متحد جولیا دومنا بود. نظام حقوقی که تحت امپراتوری روم ایجاد شد، شاید ماندگارترین سهم آن در تمدن باشد. سیستم‌های حقوقی مدرن بر اساس اصول آن ایجاد شده‌اند که عمدتاً در زمان و بلافاصله پس از سلطنت سپتمیوس و جولیا دومنا ایجاد شده‌است. پاپینیان مسئول پیشرفت‌های فوق‌العاده بود. او و دو شاگردش، اولپیان (همچنین سوری) و پائولوس، آنقدر درخشان و گسترده نوشتند که وقتی امپراتور بیزانس قرن ششم، ژوستینین اول، دستور کدگذاری قوانین روم را داد، نوشته‌های این سه مرد بیش از نیمی از اسناد را شامل می‌شد.
خیلی زود، با سقوط پلوتیانوس، جولیا دومنا به موقعیت بانفوذ خود در مدیریت قدرت با شوهرش بازمی‌گردد. با این حال، او و امپراتور ۶۰ ساله نگرانی‌های جدیدی داشتند. کاراکالا و برادر کوچکترش گتا، که در سال ۱۹۸ سزار نامیده شده بود، با هم کنار نمی‌آمدند. واضح به نظر می‌رسید که کاراکالا، که با پدرش امپراتور مشترک است، در حال آماده کردن خود برای جانشینی پدرش بود، اما نقش آینده گتا نامشخص بود. پسران از همان بچگی و نوجوانی درگیر رقابت شدید بودند، حتی در مورد اینکه چه کسی می‌تواند رفتارهای وحشیانه تری یا بهتری انجام دهد، رقابت می‌کردند. کاسیوس دیو می‌نویسد که آنها با گلادیاتورها و ارابه داران همراهی می‌کردند، زنان و پسران را مورد آزار و اذیت قرار می‌دادند، پول اختلاس می‌کردند و با هم مرتب دعوا می‌کردند. اگرچه سکه‌هایی منتشر شد که «هماهنگی» این جفت را جشن می‌گرفت، اما دقیقاً برعکس آن بود.
به نظر می‌رسد که گتا، که از نظر جسمی بسیار شبیه پدرش بود، سلیقه‌ای نسبت به برادرش داشت. گفته می‌شود که او نسبت به کاراکالا بیشتر به جولیا ارادت داشت و در راه پدرش از جمله افرادی بود که در حلقه مادرشان تحصیل می‌کردند. هرودیان ادعا می‌کند که او به‌دلیل سخاوتمندی و اعتدال بیشتر از کاراکالا در بین مردم محبوبیت بیشتری داشته‌است. هنگامی که بحران نظامی در بریتانیا در سال ۲۰۸ به وجود آمد، سپتیمیوس تصمیم گرفت تمام خانواده خود را برای مقابله با آن با خود همراه کند. امپراتور استدلال کرد که ریاضت و انضباط زندگی نظامی به فرزندانش مسئولیت پذیری و نگه داشتن آنها را آنقدر سرگرم می‌کند که نمی‌توانند با یکدیگر نزاع کنند.
جولیا همسر و پسران خود را به بریتانیا همراهی می‌کرد و مدت زیادی از وقت خود را با گتا در لوندینیوم (لندن) و ابوراکوم (یورک)، مرکز دو استان بریتانیا گذراند. او و پسر کوچکترش امور داخلی امپراتوری را اداره می‌کردند، در حالی که سوروس و کاراکالا در راه مبارزات نظامی با قبیله‌های کالدونی در اسکاتلند کنونی بودند. کاسیوس دیو برخورد جالبی بین جولیا دومنا و همسر یک سردار دشمن ثبت می‌کند. امپراتریس که در مورد آداب و رسوم محلی کنجکاو بود، متوجه شد که زنان کالدونی به طرز شگفت‌آوری از ارتباطات جنسی خود آزاد هستند. وقتی او این زن را مورد انتقاد قرار داد، پاسخ او این بود: "ما خواسته‌های خود را بهتر از شما زنان رومی برآورده می‌کنیم. ما آشکارا با بهترین مردان رابطه داریم در حالی که شما توسط بدترین افراد فریب خورده‌اید. "
علیرغم امیدهای سوروس و دومنا، اقامت در بریتانیا هیچ کاری برای بهبود روابط بین پسرانشان انجام نداد. در حال حاضر در اواسط دهه شصت، سوروس از نقرس رنج می‌برد، بعلاوه عوارض آبله، که چند سال قبل در مصر به آن مبتلا شده بود. پاهایش آنقدر فلج شده بود که ایستادن برایش مشکل بود و مجبور شد خادمان او را در بستر حمل کنند. در سال ۲۰۹، شاید در تلاش برای محافظت از گتا در برابر برادرش پس از رفتن وی، سوروس احتمالاً با خواست دومنا پسر کوچک خود را به درجه آگوستوس (امپراتور) رساند. این بدان معناست که هر دو پسرش به‌عنوان امپراتور ارتقا یافته‌اند. چنین ترتیبی بی‌سابقه نبود: سوروس قبلاً دوازده سال با کاراکالا مشترک سلطنت کرد و مارکوس اورلیوس با لوسیوس وروس و بعداً با پسرش کومودوس امپراتور مشترک بود. با این حال، این جفت‌ها دوستانه بوده‌اند، با یک شریک بسیار بزرگتر و مشخصاً مسئول که کاملاً ناظر امور اداری و نظامی بود. ناامیدی کاراکالا باید مشخص باشد. داستانهایی وجود داشت که او سعی کرد هر دو سوروس و گتا را از بین ببرد. احتمالا جولیا از این واقع‌ها خبر داشته و مانع می‌شده.

## مرگ سوروس و انتقال دادن قدرت به پسرانش

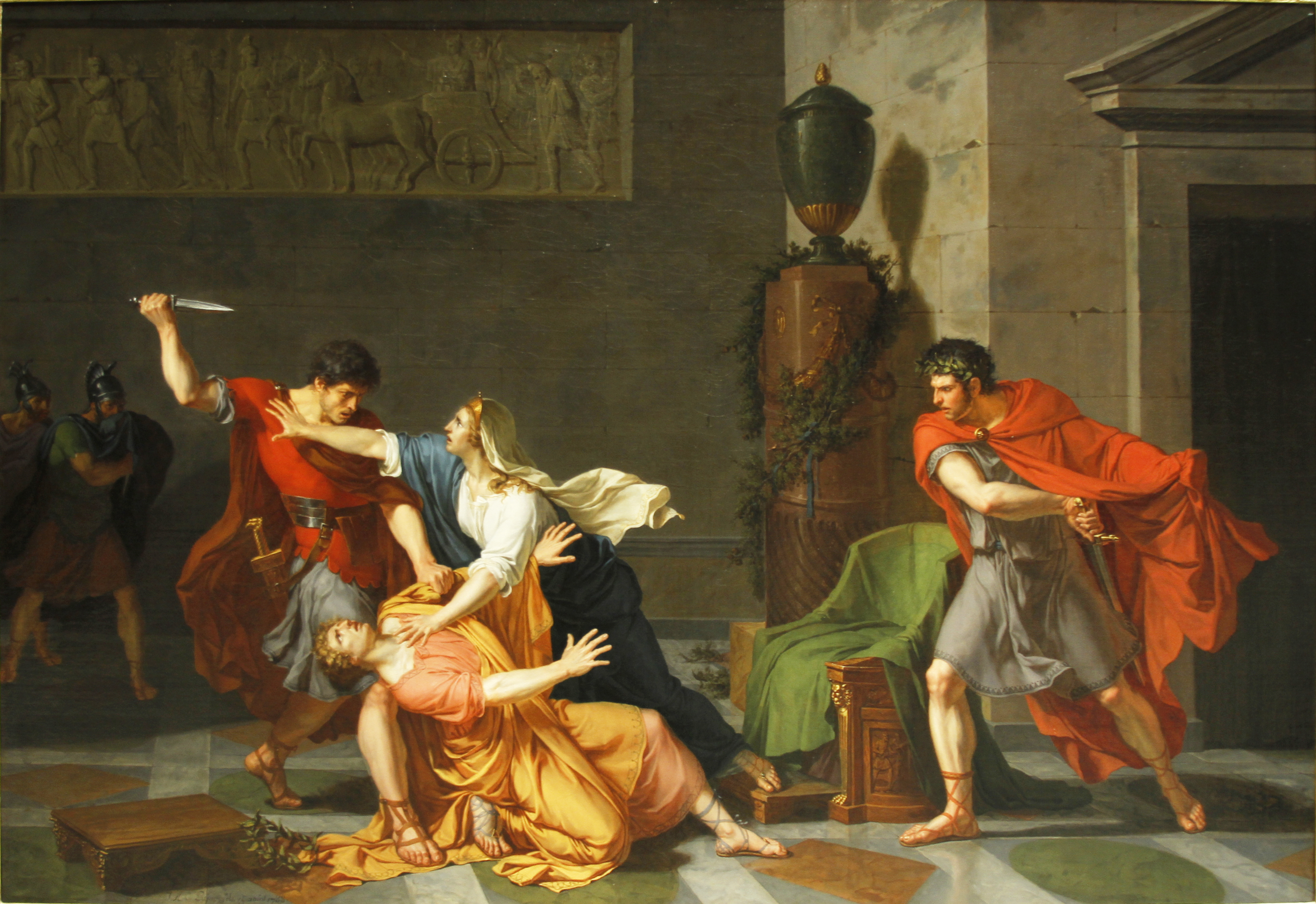
نقاشی از لحظه ترور گتا توسط سربازان برادرش کاراکالا که مادرشان جولیا دومنا در حال تلاش و تقلا کردن برای نجات جان پسر کوچکش از دست قاتلان پسر بزرگش بود.

جولیا همراه با سوروس در ابوراکوم (یورک) بود که امپراتور در سال ۲۱۱ میلادی بر اثر بیماری درگذشت، در آن زمان، تحت تأثیر جولیا سوروس به پسرانش توصیه‌هایی را کرد و طبق وصیت او، پسرانش با جولیا، کاراکالا و گتا، مقام امپراتورهای مشترک را به دست گرفتند و خواست که با هم هماهنگ باشند سربازان را غنی کنند و به کسی اهمیت ندهند. اما این ترتیب دوام نیاورد، زیرا چنان خصومت بین این دو وجود داشت که آنها در انتهای مختلف شهر زندگی می‌کردند و هنگام بازگشت به رم کاخ امپراتوری را به دو نیم تقسیم کردند. شواهدی وجود دارد که هر دو کاراکالا و گتا توطئه‌ای علیه دیگری انجام داده‌اند و هر دو از امنیت خود ترسیده‌اند. جولیا در تمامی این مدت به پسرانش همانند دوره شوهرش در اداره امپراتوری کمک می‌کرد و سعی کرد میان پسرانش میانجیگری کند و وقتی کاراکالا تمایل به آشتی با گتا را داشت، جولیا درخواست او را برای ملاقات با برادرش در آپارتمانهای شخصی خودش را پذیرفت.
"به احتمال زیاد برای جولیا هیچ خطری در مورد ابراز ناراحتی درمورد پسر جوانش گتا وجود ندارد و خود به دلیل ترس از اینکه کاراکالا هم چنین ابراز خود برای قتلش را بیان خواهد کرد، نبود."

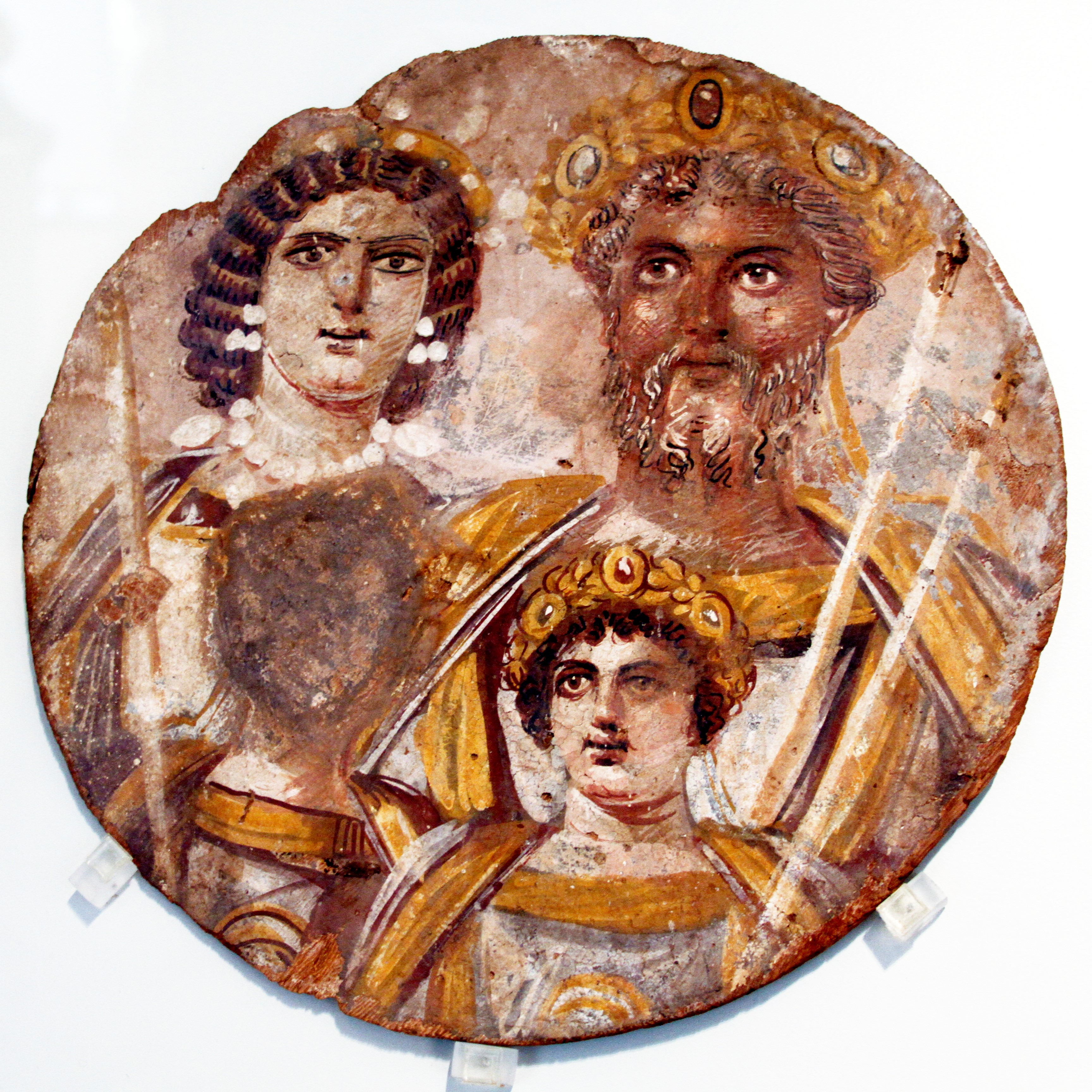
تصویری از خاندان سورانی که مسئولان قدرت بودند، به همراه سپتیموس سوروس، همسرش جولیا دومنا، و پسرانشان کاراکالا، و گتا، تصویر گتا توسط برادرش کاراکالا بعد از قتلش در پایان سال ۲۱۱ به نفرین حافظه گرفتار شد

این یک حیله و دسیسه بود: در جلسه، قاتلان کاراکالا، به سوی گتا هجوم بردند و او را با ضربات چاقو در آغوش جولیا کشتند. به گفته کاسیوس دیو، گتا در هنگام فرار از دست قاتلان برادرش به مادرش پناه آورد و جولیا برای محافظت کردن از پسرش تقلا می‌کرد و او در آغوش جولیا درگذشت و خود جولیا کاملاً در خون گتا غرق شد که نتوانست متوجه شود که در این حمله او نیز از ناحیه بازوی خود زخم عمیقی دیده‌است. پس از مرگ گتا، کاراکالا تنها حاکم کل امپراتوری روم شد، و کاراکالا بلافاصله فرمانی را برای نفرین محو یادبود را علیه گتا تأسیس کرد. اصطلاحی بعدی، علمی، به معنای واقعی کلمه به معنای «محکوم کردن حافظه»، این ممنوعیتی بود که شخص در همه روایات رسمی رومی ظاهر شود، که اغلب شامل تخریب تصاویر (همان‌طور که در تصویر خاندان سورانی نشان داده شده‌است) و حتی صحبت کردن از اسامی به‌دلیل این سیاست ممنوع بود، جولیا حتی از ابراز ناراحتی از مرگ پسر کوچکش گتا، حتی در خلوت نیز ممنوع بود، اشک ریختن جولیا غیرممکن بود، از ترس اینکه کاراکالا او را نیز ترور کند.

## نقش در دوران کاراکالا

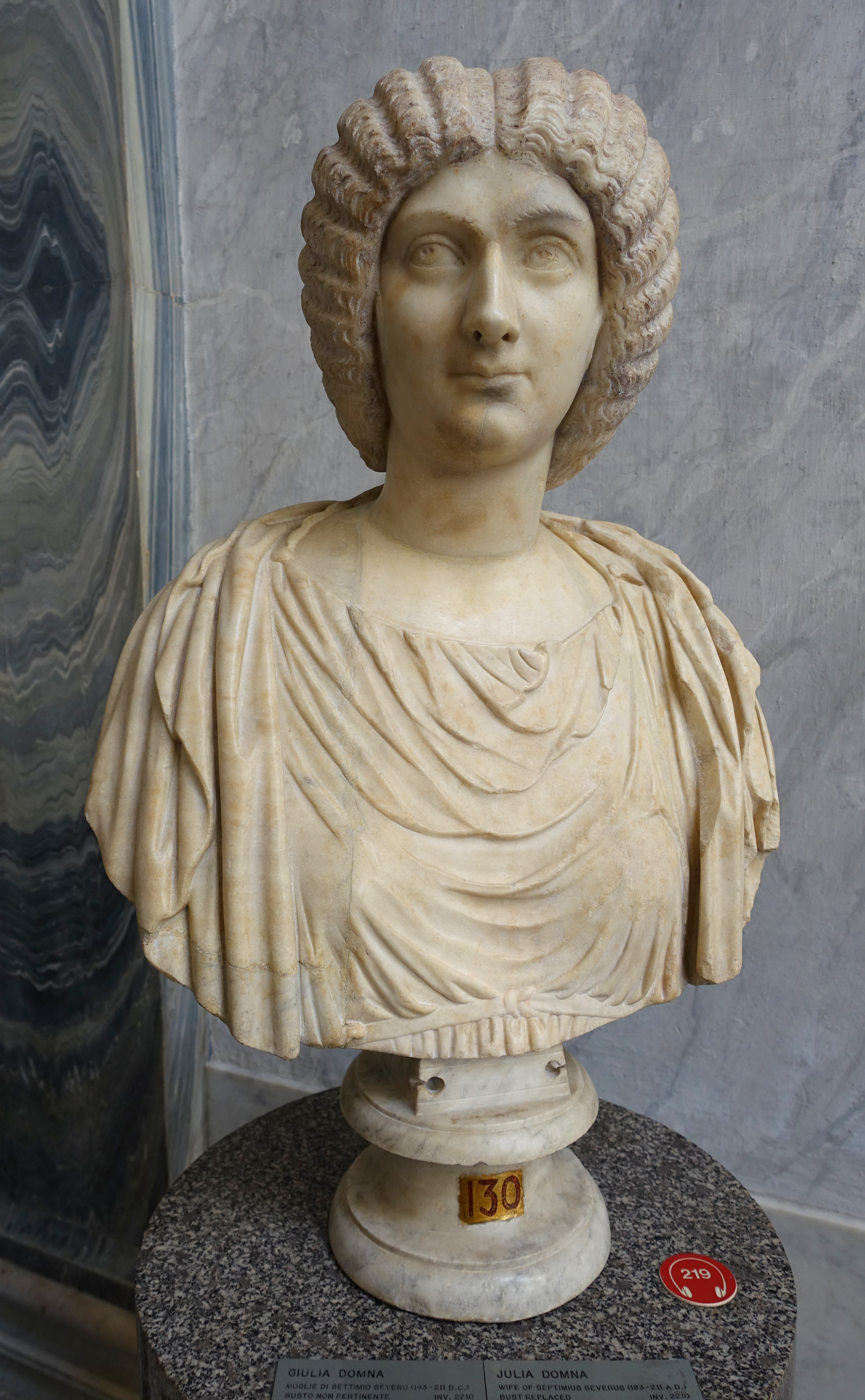
جولیا دومنا، مادر کاراکالا، در طول دوره حکومت پسرش عملاً حاکم امپراتوری روم بود و کاراکالا را در سفرها و جنگ‌هایش به‌عنوان یک شریک غیررسمی و مشاوره اصلی همراهی می‌کرد

افول خورشید خاندان سورانی: نقش جولیا دومنا پس از قتل گتا تا مرگ
پس از قتل خونین گتا به‌دست کاراکالا، امپراتور تازه‌تکیه‌زده بر تخت به‌خوبی می‌دانست که برای حفظ قدرت و مشروعیت، به پشتوانه‌ تجربه، نفوذ و روابط پیچیده‌ی مادرش، جولیا دومنا، نیاز دارد. او برای به‌دست آوردن حمایت کامل او، با اعطای افتخاراتی بی‌سابقه، جولیا را نه تنها «مادر سنا»، «مادر میهن» و «مادر ملت روم» خواند، بلکه عنوان بی‌سابقه‌ی "Mater Imperii"، به‌معنای «مادر امپراتوری» را نیز به او بخشید.
در واقع، جولیا نه‌تنها مادر کاراکالا، بلکه مادر کل ساختار قدرت شد. او زمام امور اداری امپراتوری را در دست گرفت: مدیریت نامه‌ها، ارتباطات رسمی، دادخواست‌ها و انتصابات، همگی زیر نظر مستقیم او بود. جولیا تعیین می‌کرد چه کسی اجازه‌ی دسترسی به امپراتور را دارد و چه کسی از آن محروم است. در مقام «دروازه‌بان قدرت»، عملاً همانند نخست‌وزیری مقتدر، بر سیاست‌های داخلی و خارجی روم نظارت داشت. تمامی فرمان‌ها با مهر او صادر می‌شد، و سنا نیز نامش را در کنار امپراتور ذکر می‌کرد.
جولیا نه‌فقط در سیاست، بلکه در امور مالی نیز دست بالا را داشت. او بارها کاراکالا را به دلیل ریخت‌وپاش و ولخرجی در هزینه‌های نظامی سرزنش کرد. حتی در برابر درباریان، گاه از شدت خشم بر پسرش دست بلند می‌کرد، بی‌آنکه از خشم کاراکالا بیمی داشته باشد. در یکی از این مشاجرات علنی، امپراتور شمشیر خود را نشان داد و گفت: «نگران نباش مادر، وقتی این را داریم، ثروت هم با ماست!» با این حال، توانایی و اقتدار جولیا چنان بود که حتی کاراکالای مستبد و مشکوک، جرأت برکناری او را نداشت. او به مادرش همچون وزیر اعظم نیرومندی تکیه داشت، هرچند گهگاه از سلطه‌ی او دلگیر می‌شد.
اما در سال‌های پایانی، شرایط تغییر کرد. لشکرکشی‌های کاراکالا فرساینده و بی‌ثمر بود. روحیه‌ی ارتش تضعیف شد، و امپراتور در پی شکست‌هایش به‌دنبال قربانی می‌گشت. نگاه‌ها به سمت «ماکرینوس»، فرمانده گارد پرتورین، چرخید؛ مردی که گرچه از طبقه‌ی متوسط بود، اما بلندپروازی‌هایی خاموش داشت.
در همین حین، دو نامه به دربار رسید که از خیانت احتمالی ماکرینوس خبر می‌دادند. یکی مستقیماً به دست جولیا در انطاکیه رسید و دیگری به سوی کاراکالا می‌رفت. جولیا بلافاصله هشدار را ارسال کرد، اما نامه‌ی دوم ظاهراً از طریق شبکه‌ی خود ماکرینوس منحرف شد. او که دریافت دیر یا زود کاراکالا فرمان قتلش را صادر خواهد کرد، پیش‌دستی کرد. در سال ۲۱۷ میلادی، در سفری به شرق، کاراکالا در راه معبدی در حران، با دسیسه‌ی ماکرینوس ترور شد.
مرگ کاراکالا، ضربه‌ای مرگبار به روح جولیا دومنا بود. او، که حالا شوهر و هر دو پسرش را از دست داده بود، برای مدتی کوتاه در انطاکیه از پای درآمد، اما به‌جای کناره‌گیری، به توطئه برای حفظ نفوذش دست زد. امید داشت با حمایت برخی ژنرال‌ها و اعضای دربار، حکومت ماکرینوس را سرنگون کرده و حتی شاید خود قدرت را در دست گیرد. اما ماکرینوس، که از دسیسه‌ها مطلع شده بود، او را به تبعید محکوم کرد.
جولیا، درحالی‌که از بیماری سرطان سینه رنج می‌برد و خبرهایی شنید که مردم رم از مرگ پسرش با شادی استقبال کرده‌اند، به آینده‌ی خود و جایگاه خاندانش ناامید شد. او که دیگر اثری از اقتدار سابق در خود نمی‌دید، راهی تراژیک را برگزید: در همان سال، با خودداری از خوردن غذا، به زندگی خود پایان داد.
پیکرش به رم منتقل شد و ابتدا به‌طور موقت در آرامگاه گایوس و لوسیوس سزار دفن شد. مدتی بعد، با بازگشت خاندان سورانی به قدرت به‌واسطه‌ی خواهرش جولیا مایسا، که نوه‌اش را با نام ال-اگابالوس به‌عنوان امپراتور معرفی کرد، بقایای جولیا دومنا به مقبره‌ی امپراتور هادریان منتقل شد و در کنار همسرش، سپتیمیوس سوروس، آرام گرفت.
با احیای قدرت خاندان سوران، سنا به‌طور رسمی جولیا دومنا، کاراکالا و گتا را خدایی اعلام کرد. همچنین با تصویب رسمیِ سپتیمیوس سوروس به‌عنوان پسرخوانده‌ی مارکوس اورلیوس، خاندان سوران خود را به دودمان مقدس آنتونینی پیوند زد؛ پیوندی که جولیا، در زندگی و پس از مرگ، مهر تأیید آن شد.